# Megan Bradley
Megan Christine Bradley (* 26. März 1983 in Columbia, Missouri) ist eine ehemalige US-amerikanische Tennisspielerin.

## Karriere
Die Tochter des Baseball-Spielers Phil Bradley erreichte 2001 und 2005 die zweite Runde der US Open im Damendoppel, während sie im Mixed der US Open 2001 schon in der ersten Runde ausschied.
Sie erwarb 2005 einen Bachelor of Arts in Sports Administration an der University of Miami und später einen Master in Journalism and Media Studies an der University of South Florida in Tampa.